# Helen Candee

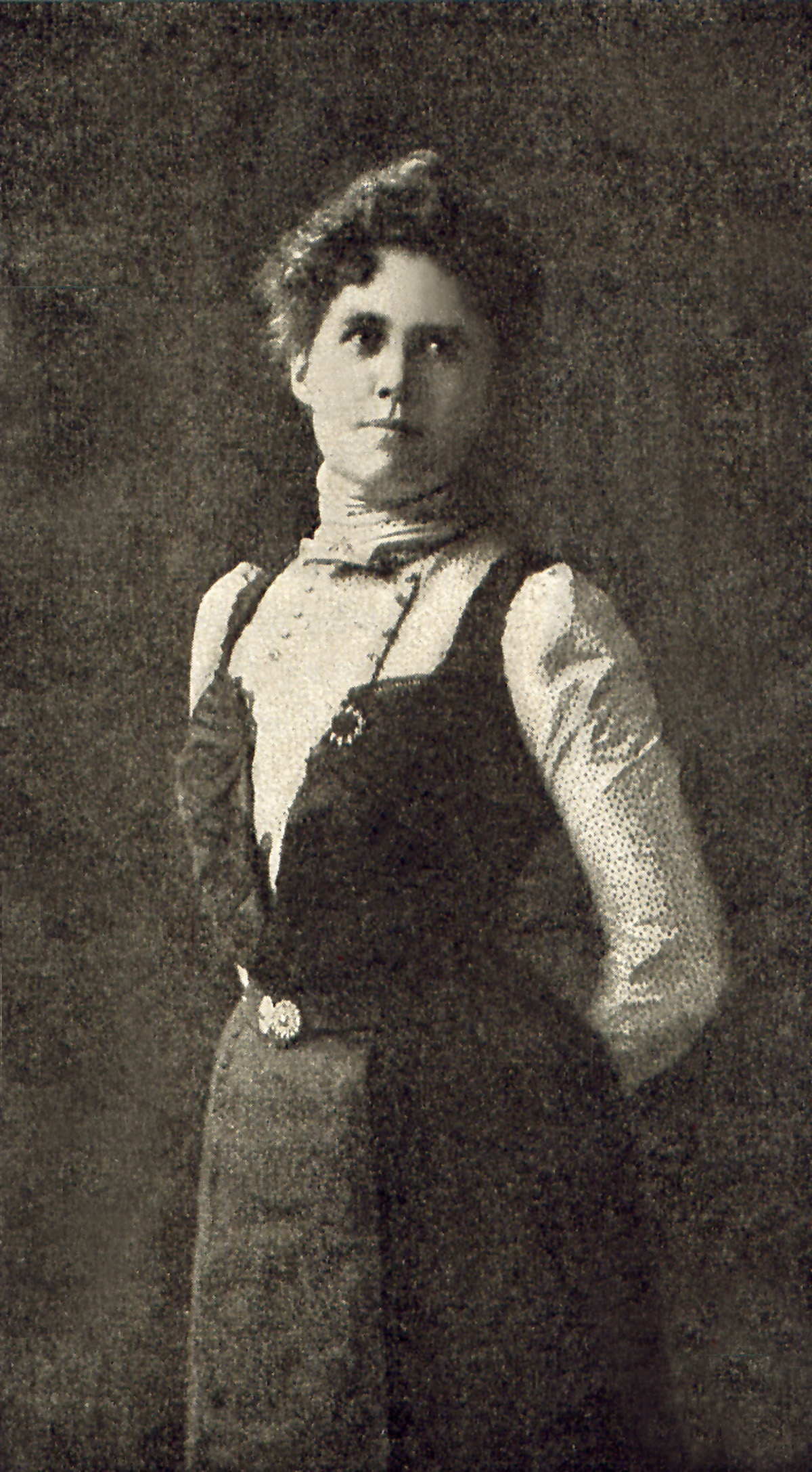
Helen Candee im Jahr 1901

Helen Candee, geborene Helen Churchill Hungerford (* 5. Oktober 1858 in Brooklyn, New York City, USA; † 23. August 1949 in York, York County, Maine, USA) war eine US-amerikanische Schriftstellerin, Journalistin, Feministin und Inneneinrichterin.

## Werdegang
Helen Candee wurde in New York als Tochter des Kaufmanns Henry Hungerford und dessen Frau Mary Elizabeth Churchill geboren. Sie verbrachte den größten Teil ihrer Kindheit in Connecticut und besuchte Privatschulen in New Haven und Norwalk. Am 17. November 1880 heiratete sie Edward Willis Candee (1856–1907), einen wohlhabenden New Yorker Geschäftsmann. Sie hatten zwei Kinder, Edith Churchill Candee (1883–1974; später Mrs. Harold Chauncey Mathews) und Harold Churchill Candee (1886–1925). Die Ehe war unglücklich, da Edward Candee gewalttätig war und trank. Nach Jahren der Trennung wurde die Ehe 1896 geschieden, was lokal Schlagzeilen machte.
Nach der Trennung von ihrem Ehemann unterstützte Helen Candee ihre Familie mit fiktiven Geschichten für populäre Magazine wie Harper’s Bazaar, Scribner‘s, Woman’s Home Companion, Good Housekeeping oder Ladies‘ Home Journal. Während sie zunächst nur über ihr nahestehende Themen wie Etikette und Haushaltsführung schrieb, spezialisierte sie sich im Lauf der Zeit auf Themengebiete wie die freien Künste, den Orient oder Frauenrechte. Sie war eine aktive Feministin, was in ihrem ersten Bestseller, How Women May Earn a Living (1900), zum Ausdruck kam. Darin gab sie vor, wie eine Frau auch ohne Unterstützung durch einen Mann auskommen konnte. Da sie mehrere Jahre in der Kleinstadt Guthrie in Oklahoma lebte, handelte ihr zweites Werk, der Roman An Oklahoma Romance (1901), von den Vorteilen, sich in Oklahoma niederzulassen. Ihr Interesse an Innenarchitektur spiegelte sich erstmals in ihrem Buch The Tapestry Book (1912) wider, das ihr kommerziell erfolgreichstes Buch wurde.
Nachdem sie sich in Washington niedergelassen hatte, wurde Candee eine der bekanntesten Inneneinrichterinnen der Stadt. Zu ihrem Kundenstamm gehörten unter anderem US-Kriegsminister Henry L. Stimson und US-Präsident Theodore Roosevelt. Ihr 1906 erschienenes Buch Decorative Styles and Periods verkörperte Candees Sinn für dekorative Stilelemente: Es zeugt von eingehender geschichtlicher Recherche und absoluter Authentizität. 1913 war sie eine von fünf Frauen, die zu Pferden in Washington einen Suffragetten-Marsch unter dem Motto „Votes for Women“ (Stimmrecht für Frauen) anführten.
Während ihrer Zeit in Washington war Candee gesellschaftlich und sozial sehr aktiv und war im Vorstand mehrerer Gremien. Sie kam zudem mit der demokratischen Partei in Berührung. Zu ihrem Freundeskreis zählten politisch sehr unterschiedliche Persönlichkeiten wie der liberale Präsidentschaftskandidat William Jennings Bryan oder die als ultra-konservativ bekannte First Lady Helen Taft. Auch mit Theodore Roosevelt und dessen Ehefrau Edith verband sie eine lange Freundschaft. 1909 stand sie dem Architekten Nathan C. Wyeth beim Umbau des Westflügels des Weißen Hauses beratend zur Seite.

## Titanic
Im Frühling 1912 reiste Candee zu Recherchezwecken für ihr Buch The Tapestry Book durch Europa. Währenddessen erhielt sie von ihrer Tochter Edith ein Telegramm, das sie darüber informierte, dass ihr Sohn Harold bei einem Verkehrsunfall verletzt worden war. Candee ging deshalb am 10. April 1912 in Cherbourg als Passagierin an Bord der Titanic, um in die Heimat zurückzukehren. Sie belegte eine Kabine der Ersten Klasse. Während der Reise war sie in Gesellschaft des Künstlers Francis Davis Millet und von Major Archibald Butt, den sie aus Washington kannte. Einer ihrer Tischpartner im Speisesaal der Ersten Klasse war der Millionär Hugh Woolner, Sohn des britischen Bildhauers und Mitbegründers der Präraffaeliten Thomas Woolner.
Als die Titanic in der Nacht vom 14. auf den 15. April nach einer Eisbergkollision sank, wurde Candee von ihren männlichen Bekannten in das Rettungsboot Nr. 6 gesetzt, das die Titanic um 0.55 Uhr trotz einer Kapazität von 65 Personen mit nur 23 Menschen an Bord verließ. An Bord waren zwei männliche Besatzungsmitglieder und zwei männliche Passagiere, die übrigen Geretteten waren Frauen und Kinder aus der Ersten Klasse, darunter Alice Cleaver, Margaret Brown, die Frauenrechtlerin Elsie Bowerman, Andrew Saks’ Tochter Leila Meyer und Sigrid Lindström, die Nichte des früheren schwedischen Premierministers Arvid Posse. Candee stürzte beim Einsteigen in das Boot und brach sich einen Knöchel. Vor dem Einsteigen übergab sie dem Architekten Edward Kent eine goldeingefasste Elfenbein-Kamee ihrer Mutter, da sie glaubte, dass das Schmuckstück bei ihm sicherer war.
Sie war eine der Frauen in Boot Nr. 6, die nach dem Untergang zur Untergangsstelle zurückrudern wollten, um Schwimmer aus dem eiskalten Wasser zu retten. Der Kommandant des Boots, Steuermann Robert Hichens, lehnte dies jedoch ab. Zusammen mit den anderen Überlebenden wurde Candee an Bord des Cunard-Dampfers Carpathia nach New York gebracht. Edward Kent kam bei dem Untergang ums Leben. Seine Leiche wurde gefunden und die Kamee wurde Candee zugeschickt. Dem Washington Herald gab sie nach dem Unglück ein kurzes Interview über ihre Erlebnisse und im Collier’s Weekly erschien ein detaillierter Bericht. Aufgrund ihrer Knöchelverletzung war Candee fast ein Jahr lang auf eine Gehhilfe angewiesen.

## Spätes Wirken
Während des Ersten Weltkriegs arbeitete Candee für das Italienische Rote Kreuz in Rom und Mailand. Einer ihrer Patienten in Mailand war Ernest Hemingway. Für ihre Verdienste wurde sie vom Roten Kreuz ausgezeichnet. Nach dem Krieg reiste sie durch Japan, China, Indonesien und Kambodscha. Auf einigen dieser Trips wurde sie von ihrem Sohn begleitet, mit dem sie auf dem Rücken eines Elefanten den Dschungel erkundete. Spätere Reisen in diese Regionen machte sie mit einer Freundin, der Illustratorin Lucille Douglas.
Diese Reisen inspirierten sie zu ihren beiden Büchern Angkor, the Magnificent (1924) und New Journeys in Old Asia (1927). Für diese beiden Werke wurde Candee von der Regierung von Französisch-Indochina und dem König von Kambodscha ausgezeichnet. Sie wurde außerdem eingeladen, eine Lesung von Angkor, the Magnificent im Buckingham Palace vor König Georg V. und Königin Mary abzuhalten.
Angkor, the Magnificent war die erste englischsprachige Studie über die Tempelanlage Angkor Wat in der Region Angkor in Kambodscha, die ein großes nationales Symbol darstellt und zu den bemerkenswertesten Tempelanlagen der Welt zählt. In westlichen Kulturen bis dahin weitestgehend unbekannt, legte Angkor, the Magnificent einen der Grundsteine für den späteren Tourismus in Kambodscha. Der Erfolg des Buchs und seines Nachfolgers New Journeys in Old Asia brachten Candee eine zweite Karriere als Dozentin und Berichterstatterin über den Fernen Osten ein. Sie wurde zudem ein Mitglied der Gelehrtengesellschaft India Society in London und der Organisation Les Amis de l’Orient in Paris. Ihre journalistischen Tätigkeiten gingen dagegen zurück. Anfang der 1920er Jahre war sie kurz Redakteurin von Arts & Decorations in Paris.
1925 war Helen Candee unter den neun Gründungsmitgliedern der Society of Woman Geographers. Noch Mitte der 1930er Jahre, als sie bereits auf die 80 zuging, reiste Candee viel ins Ausland und schrieb Berichte für das National Geographic Magazine. Ihre beiden Bücher über Inneneinrichtung, The Tapestry Book und Decorative Styles and Periods, wurden 1935 bzw. 1938 als Sammlereditionen wiederveröffentlicht.
Helen Candee starb am 23. August 1949 im Alter von 90 Jahren „nach kurzer Krankheit“ (New York Times) in ihrem Sommerhaus in der Ortschaft York Harbor bei York (US-Bundesstaat Maine).

## Postum
Helen Candee trat als Nebenrolle in dem Roman No Greater Love von Danielle Steel auf, der den Untergang der Titanic als Hintergrund hat. In James Camerons Dokumentarfilm über eine Expedition zum Wrack der Titanic, Ghosts of the Abyss (2003), wurde Candee von der Schauspielerin Adriana Valdez dargestellt. In dem Film wird die Szene gezeigt, in der Candee am Abend vor dem Untergang zum Bug des Schiffs geht. Dieses Ereignis hatte Candee selbst in einem ihrer Berichte nach dem Unglück beschrieben. Es soll die Sonnenuntergangsszene mit den beiden Hauptcharakteren Rose und Jack auf dem Bug der Titanic in Camerons gleichnamigem Kinofilm inspiriert haben.
In den Jahren 2005 und 2006 wurden mehrere persönliche Gegenstände versteigert, die Candee von Bord der Titanic gerettet hatte, darunter ein Flachmann und ein Medaillon. Auch Briefe und ein Manuskript wurden von Candees Erben verkauft. 2007 wurde ihr ehemaliger Wohnsitz in Washington, 1621 New Hampshire Avenue, von der Non-Profit-Organisation The Fund of American Studies aufgekauft. 2008 wurde Angkor, the Magnificent mit einem neuen Vorwort und einigen biografischen Details zur Autorin neu herausgegeben.
2009 überreichte Carol Rodley, die neu ernannte US-Botschafterin in Kambodscha, dem kambodschanischen König Norodom Sihamoni bei ihrem Antrittsbesuch eine Ausgabe von Angkor, the Magnificent als Gastgeschenk.

## Werke
- Susan Truslow (1900)
- How Women May Earn a Living (1900)
- An Oklahoma Romance (1901)
- Decorative Styles and Periods (1906)
- The Tapestry Book (1912) Digitalisat
- Angkor, the Magnificent: The Wonder City of Ancient Cambodia (1924)
- New Journeys in Old Asia: Indo-China, Siam, Java, Bali (1927)
- Weaves and Draperies (1931)